# Varjúmák
A varjúmák (Hibiscus trionum) a mályvavirágúak (Malvales) rendjébe és a mályvafélék (Malvaceae) családjába tartozó faj. A régi magyar neve dinnyefű volt, de se a dinnyének, se a királydinnyének nem rokona.

## Származása, elterjedése
Ázsiából terjedt el szerte az Óvilágban, ahol ma már a trópusi, szubtrópusi és mérsékelt éghajlatú területeken egyaránt nő.

## Megjelenése, felépítése
Kis termetű, 10–30 cm magas, borzas szőrű növény.
Levelei tövig szeldeltek, a felsők háromszeletűek, az utóbbiak hasogatottak.
Bimbója a mályvafélékre (Malvaceae) jellemzően sodrott, csavart. A csésze hártyás, később felfújt, kb. 2 cm hosszú. A sárga szirom 2–3 cm hosszú, a tövét sötét ibolyaszínű folt díszíti.
Termése felfúvódott tok.

## Életmódja, élőhelye
Egynyári gyomnövény, ami Magyarországon elsősorban vetésekben, parlagokon gyakori. Júliustól októberig virágzik — a szirmok csak reggelente, egy-egy órára nyílnak szét, ezért óravirágnak is hívták.
Az utóbbi időben már kerti virágnak is ültetik.

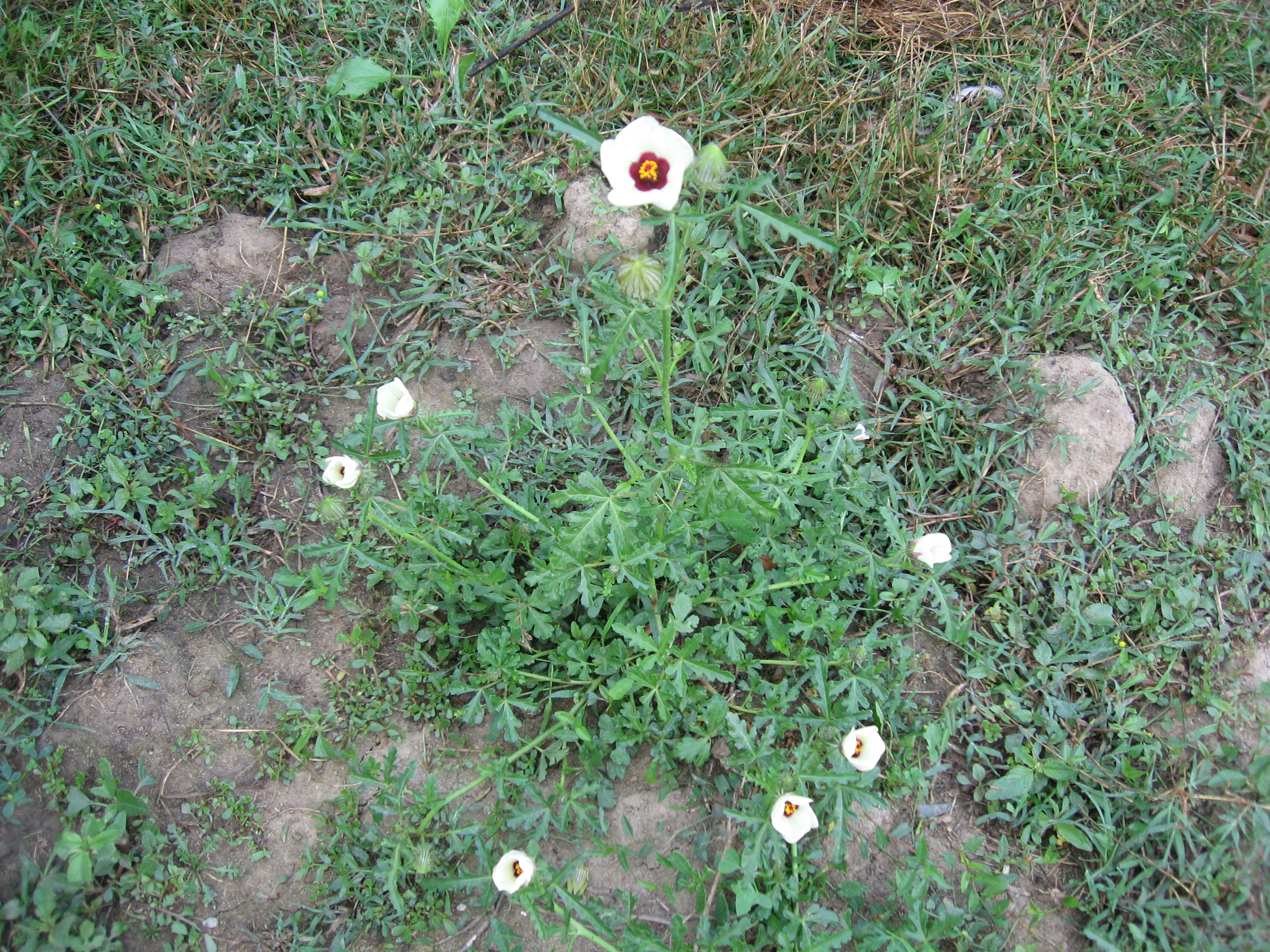
Varjúmák
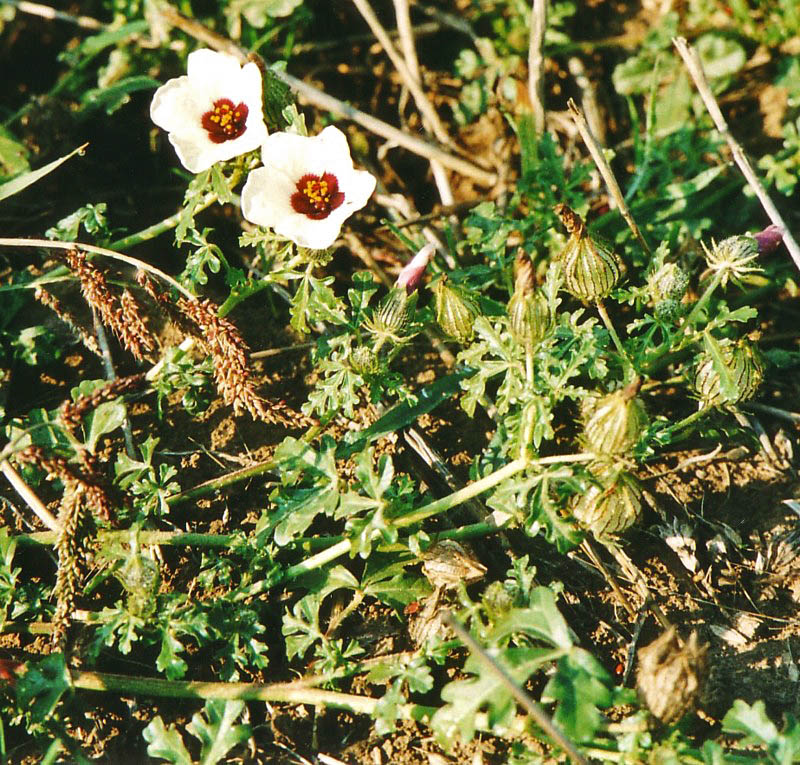
Gyomtársulásban
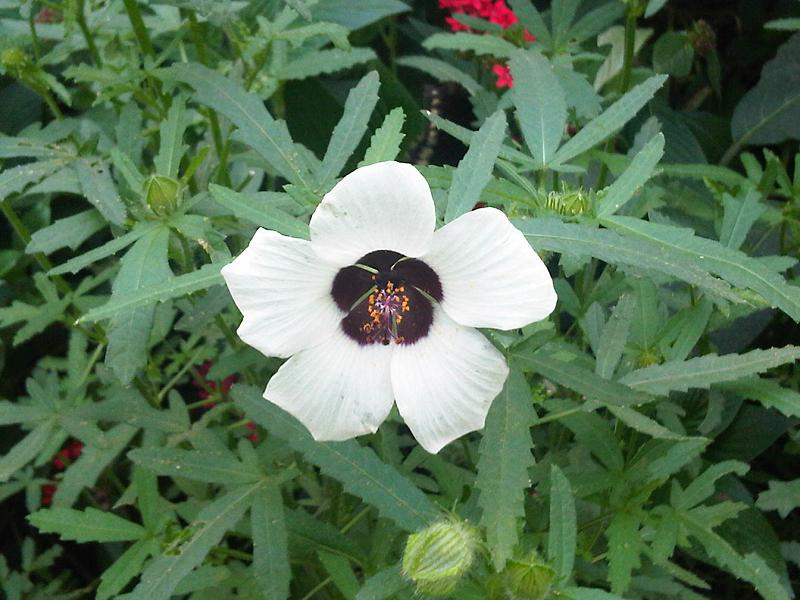
Virága
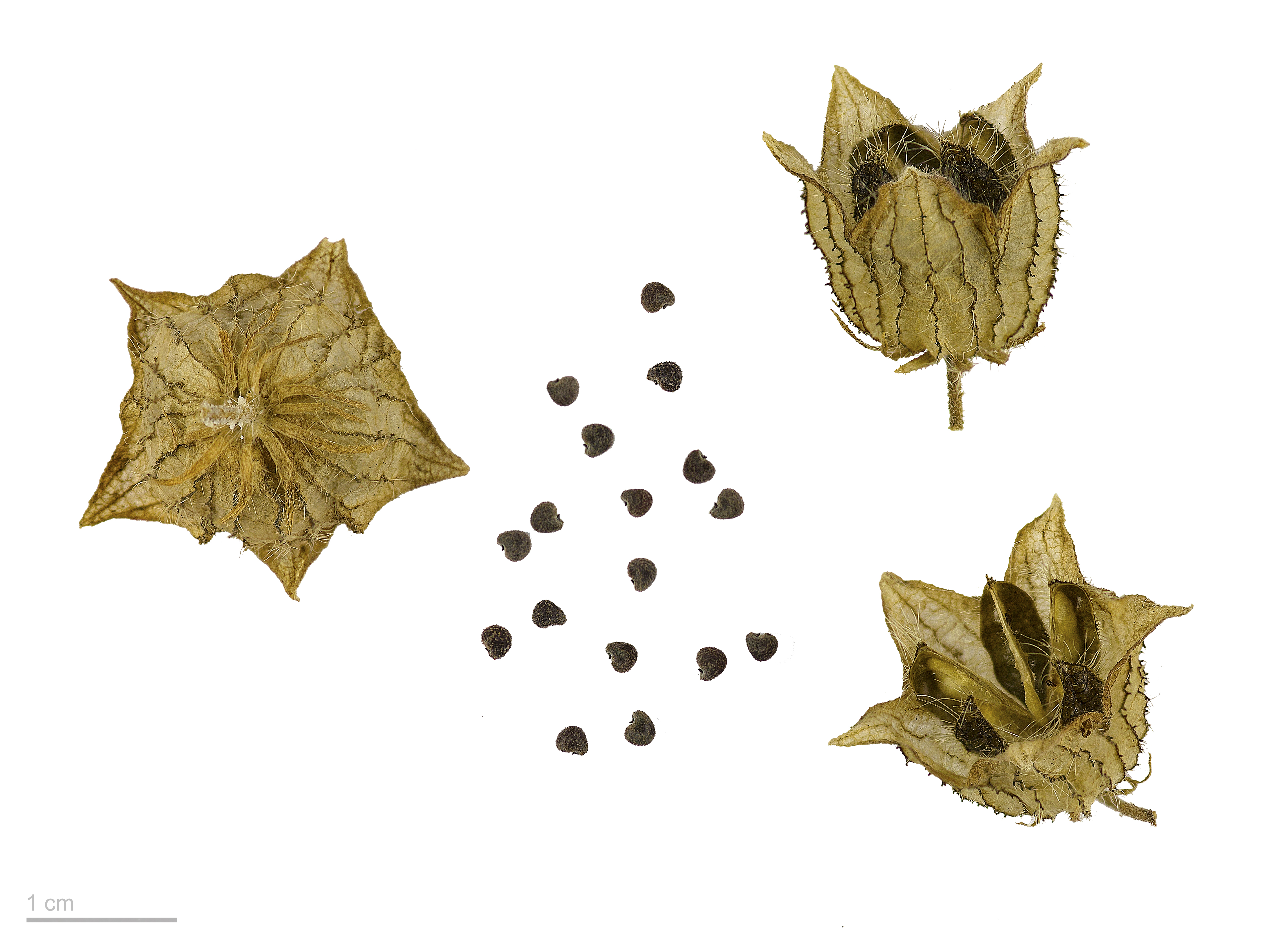
Termései és magvai (toulouse-i múzeum)